# Daniela Widmer
Daniela Widmer (* 9. März 1983 in Bellikon) ist eine Schweizer Buchautorin, Entführungsopfer und Lokalpolitikerin. Medieninteresse erregte sie aufgrund ihrer Entführung 2011/2012 in Pakistan durch die Taliban. Ihr zusammen mit David Och veröffentlichtes Buch über die Entführung erreichte Platz 1 der Bestsellerliste der Schweiz. Seit 2019 ist Widmer Gemeindeammann von Bellikon.

## Werdegang
Widmer absolvierte eine Lehre als Kauffrau. Von 2005 an besuchte sie die Polizeischule Ittigen und arbeitete bis 2007 bei der Polizei in Thun. Anschliessend machte sie sich mit einem Restaurant in Zermatt selbständig. Ab 2010 arbeitete sie als Direktionsassistentin in einem Hotel.
Im Sommer 2011 reiste sie gemeinsam mit ihrem damaligen Freund David Och mit einem VW LT nach Indien. Auf der Rückreise durch Pakistan wurden die beiden am 1. Juli 2011 in der Stadt Loralai entführt. Sie befanden sich achteinhalb Monate in Geiselhaft, bevor ihnen im März 2012 die Flucht gelang.
Basierend auf ihren Tagebucheinträgen veröffentlichten Daniela Widmer und David Och im August 2013 den Erlebnisbericht Und morgen seid ihr tot: 259 Tage als Geiseln der Taliban. Im Zusammenhang mit ihrer Entführung, Freilassung und Buchveröffentlichung wurden die beiden mit vehementer Kritik konfrontiert. Die Geiselnahme wurde von Michael Steiner verfilmt und kam unter dem Titel Und morgen seid ihr tot am 28. Oktober 2021 in die Schweizer Kinos. Der Film stellt primär die Aussagen und die Sicht der beiden Entführungsopfer dar. Daniela Widmer und David Och hatten die Filmrechte 2014 an Michael Steiner für 32 000 Franken verkauft. Sie rechnete damals damit, dass der Film 2015 herauskommen würde. Heute würde sie die Filmrechte nicht mehr herausgeben, sagte sie im Interview mit dem Tagblatt. Im Grossen und Ganzen wäre sie aber mit dem Film zufrieden. Sie bemängelte, dass einige Szenen geschönt dargestellt wurden. Fliessend Wasser hätte es nie gegeben. Strom nur selten und nur stundenweise. Der Alltag in der Gefangenschaft wäre viel düsterer gewesen als im Film dargestellt.
Nach der Rückkehr in die Schweiz trennten sich Daniela Widmer und David Och. Sie machte die Berufsmatura, hat mit ihrem neuen Partner zwei Kinder und lebt in Bellikon, wo sie seit 2019 Gemeindeammann ist. Sie hält Referate bei Organisationen wie der NATO.

## Publikationen
- Mit David Och: Und morgen seid ihr tot: 259 Tage als Geiseln der Taliban. DuMont Buchverlag, Köln 2013, ISBN 978-3-8321-9722-3.